# بول روجرز (ممثل)
بول روجرز (22 مارس 1917 - 6 أكتوبر 2013) ممثل سينمائي ومسرحي وتلفزيوني إنجليزي، فاز بأول جائزة الأكاديمية البريطانية للتلفزيون لأفضل ممثل في عام 1955 وفاز بجائزة توني لأفضل أداء من قبل ممثل رائد في مسرحية العودة للوطن في عام 1967.

## روابط خارجية
- Paul Rogers في قاعدة بيانات الأفلام على الإنترنت
- Notice of Paul Rogers' death
- Obituary - Telegraph
- Obituary - New York Times